# Monument funéraire romain (Sauzelles)

## Localisation
Le Monument funéraire romain (également dénommé le Saint-Fleuret) de Sauzelles est une sculpture en bas-relief d'époque romaine qui se trouve sur le territoire de la commune de Sauzelles, dans le département de l'Indre, en région Centre-Val de Loire. Le monument est situé en bordure de la Creuse, 

## Historique de recherches
Le monument de Sauzelles date d'entre le IIe siècle et le IIIe siècle. C'est un monument funéraire gallo-romain, sculpté dans la roche,. Il est mentionné dans différents ouvrages concernant la sculpture de cette époque.
Il est évoqué par F. Voisin en 1873, et est classé au titre des monuments historiques par arrêté du 5 juillet 1905. Une urne en verre a été découverte à son sommet en 1976 lors d'un débroussaillage organisé par la municipalité
Le monument a été moulé en latex par le centre de recherches archéologiques de Saint-Marcel (Indre) sous la direction du professeur Jean-Jacques Hatt en 1976. Ce moulage révèle des détails qui étaient rendus invisibles à la suite des effets de ruissellement sur la roche.
Selon la le commanditaire aurait fait réaliser cette œuvre en l'honneur de sa femme et de sa fille disparues.

## Description
| Image externe |                                               |
|               | Le monument sur https://www.berryprovince.com |

Le monument est un bas-relief de 3,50 mètres de longueur sur 3 mètres de hauteur environ, gravé sur un affleurement rocheux. L'ensemble représente trois personnes en pied et de face encadrées par  des « niches » composées de pilastres cannelées supportant des arcatures, le tout reposant sur une plinthe. Sur le haut du monuments on trouve des inscriptions.Les traits des visages sont peu marqués et les plis des tuniques sont droits.
Une urne en verre a été découverte à l'arrière sur la partie supérieure du monument, Cette urne devait se situer dans une cavité rectangulaire au sommet du monument. Elle se présente comme une bouteille à panse prismatique. Elle porte une lettre "D" inscrite sous le fond et contient des restes d’ossements humains. Elle est de couleur bleu-vert et date de la fin du IIe ou du début du IIIe siècle.
La niche de gauche figure une fille à longue tunique et son chien ; au centre, se trouve la représentation d'un homme avec un chien et à droite, la représentation d'un femme avec un vase et un chien également,.
Une inscription se lisait au-dessus du bas-relief sur un panneau de 1 mètre sur 50 centimètres, composée de cinq lignes. Cette inscription est à demi effacée. On peut y lire :
“Dis manib. / Monimentum /[- - - ]usori[- - - /- - - ]et mef [- - - /- - - ]innfouetu”
Elle semble être une dédicace à la femme Monime et à la fille Serville d'un commanditaire inconnu.
Cette interprétation a été donnée par Otto Hirschfeld, et corroborée par Isabelle Fauduet en 1983.

## Interprétations

### Le rôle des chiens
En 1873, on distinguait le chien que le personnage central porte dans ses bras, il est invisible aujourd’hui. Le dessin de l’époque permet de mesurer l'action destructrice du gel en un siècle.
Sur le moulage, on aperçoit, sur la partie gauche, le chien assis sur un autel à côté de la femme à droite, et un autre qui « fait le beau » aux pied du personnage féminin de gauche.

### Les inscriptions
L'inscription au-dessus du bas-relief se développe sur cinq lignes. Les deux premières lignes sont composées de lettres disposées régulièrement et écrites soigneusement. François Voisin nous restitue alors : 
“Dis manib. / Monimentum /[- - - ]usori[- - - /- - - ]et mef [- - - /- - - ]innfouetu” (CIL XIII)
Otto Hirschfeld l’interprète et nous donne sa version : 
“Dis Manib(us) / monimentum Cesti[(a)e? / ? Grat]ill(a)e uxsori / su(a)[e] et fili(a)e et alter(i) / [fi]li(a)e qu(a)e uocatur [ - - - ]”
Isabelle Fauduet en 1983 en propose encore une nouvelle lecture :
“Dis Manib(us) / monim(a?)e Cesti f(iliae) / et Servill(a)e uxsori / su(a)e et fili(a)e et altere / filli(a)e qu(a)e uocatur [ - - - ]”
L’écriture des dernières lignes est bien moins régulière, ce qui semble indiquer qu’elles ont été gravées postérieurement.
Cette hypothèse est corroborée par l’écriture du terme filia, apparaissant de deux manières différentes (filia ou fillia)
Le nom du commanditaire n’est pas dans la partie encore lisible, mais on peut apercevoir le nom de sa femme (Monime ou Monima) et celui de sa fille (Servilla). Les diverses interprétations du texte poussent à croire que le monument serait offert à la femme et à la fille du commanditaire.